# E-737空中預警機
波音E-7「楔尾鷹」（Boeing E-7 Wedgetail），又稱波音737空中預警管制機（Boeing 737 AEW&C），是一款由美國波音公司以波音737-700和BBJ1為基礎所開發的雙渦扇動力空中預警管制機（AEW&C），搭載由諾斯洛普·格魯曼電子系統（Northrop Grumman Electronic Systems）所開發的多功能電子掃瞄陣列（Multi-role Electronically Scanned Array, MESA）雷達。

## 簡介

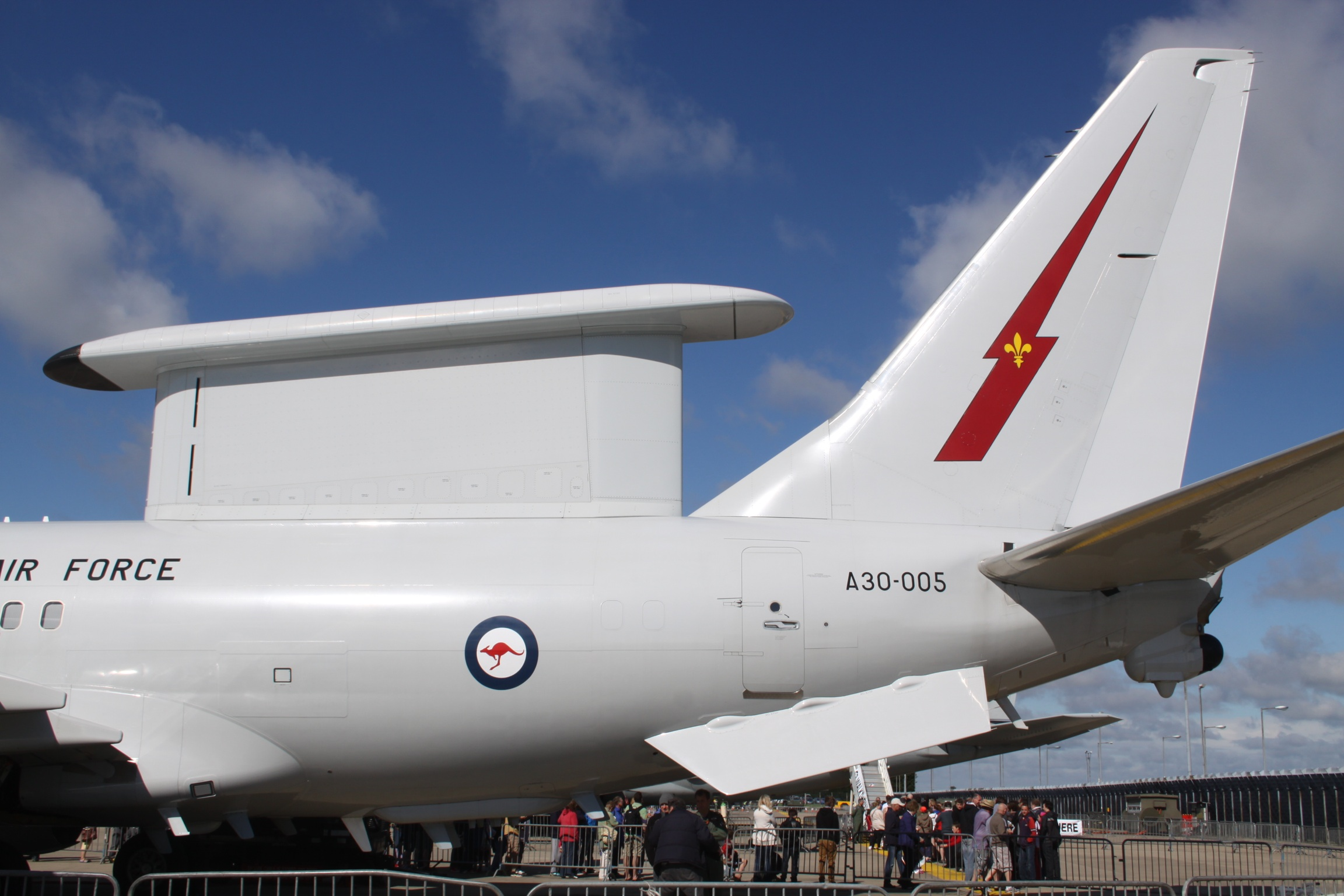
澳洲皇家空軍E-7A機背上的MESA雷達特寫，雷達陣面以「T」形組合。2012年7月攝於英國皇家空軍沃丁頓空軍基地（RAF Waddington）。

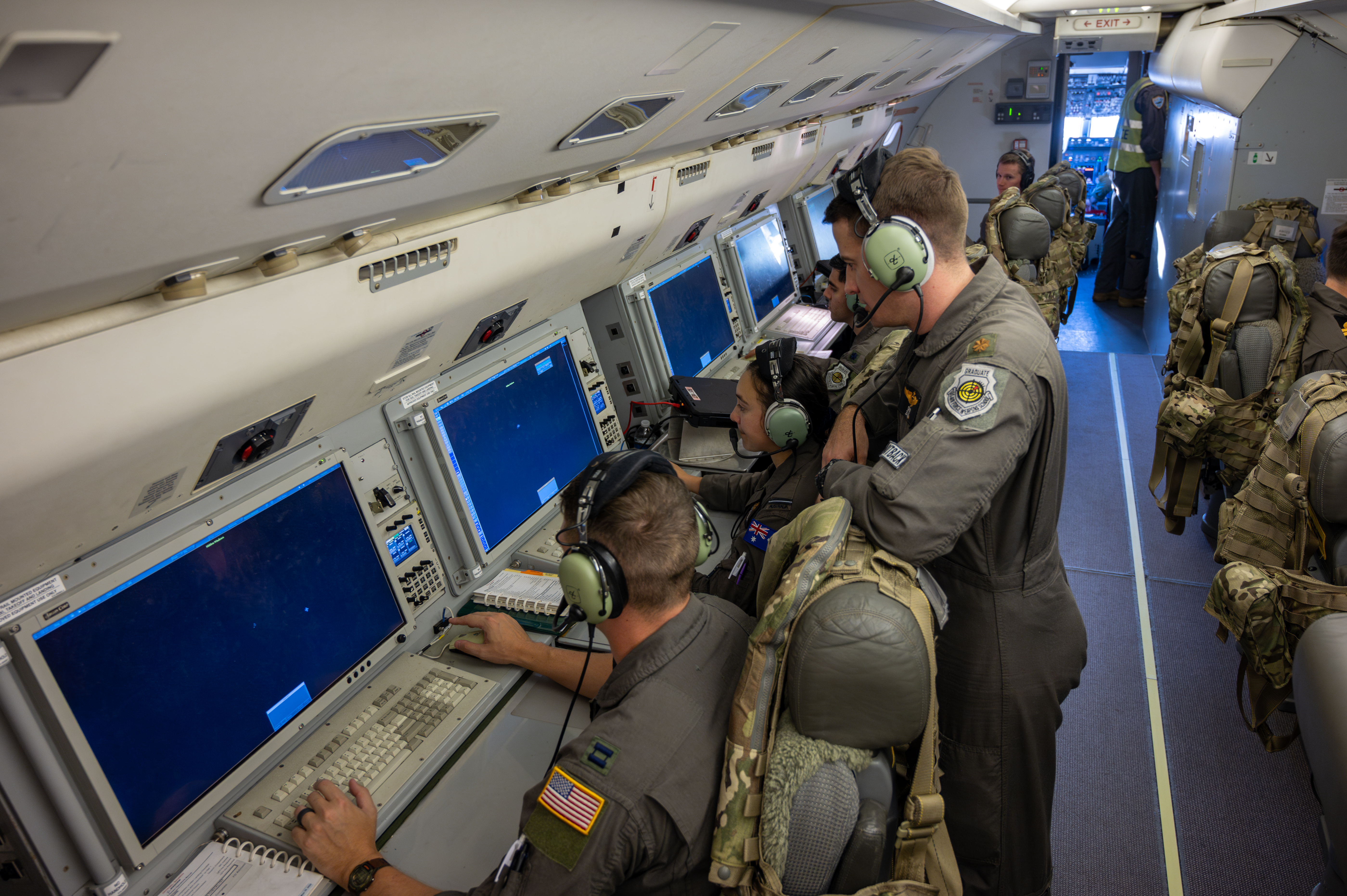
澳洲皇家空軍E-7A機艙內部。

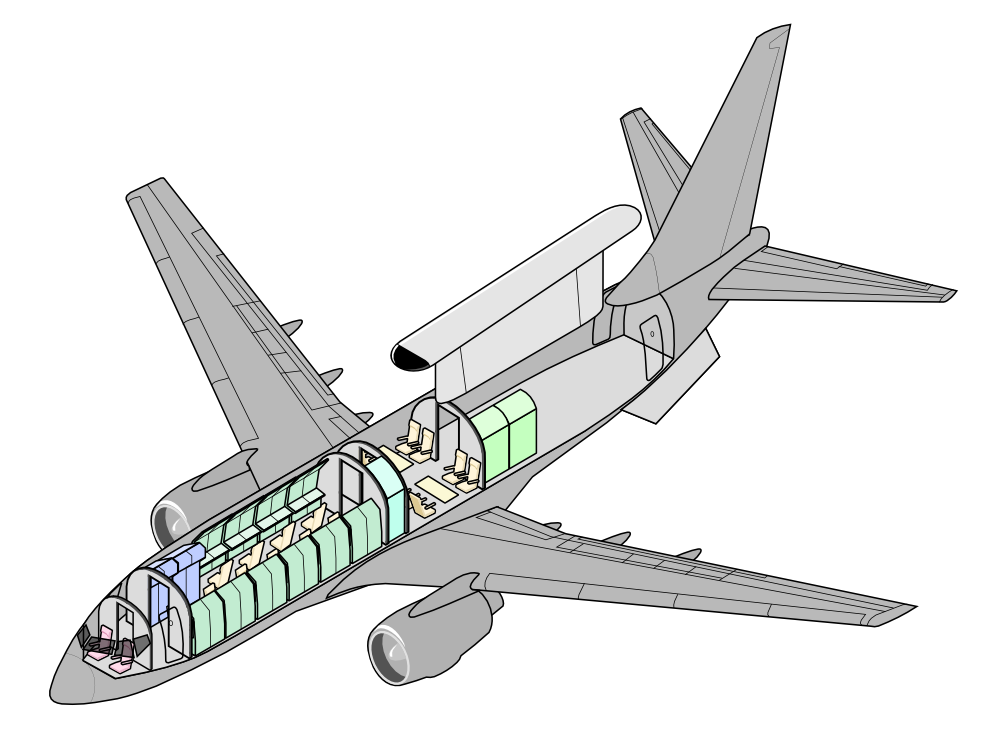
737 AEW&C的透視示意圖。以一般的737-700IGW機體作為改裝基礎，自機首至機尾分別是駕駛艙、雷達和作戰系統操作人員控制台區、休息區與機房設備區，其中機房設備區因屬機密而沒有公開，因此在本圖中並未詳細繪製。

737 AEW&C最早是在1990年代配合澳洲所提出的簡化型空中預警機開發計畫「楔尾鷹計畫」（Project Wedgetail）而提出，是一款以波音商務機（Boeing Business Jet, BBJ）系列中的BBJ1和波音737-200為平台為基礎改裝而來的機種（BBJ1本身是737-700IGW（總重提升版）的衍生版本，而737AEW&C的垂直尾翼设计则与737-200相同）。有別於在此之前的空中預警機都是使用圓盤狀雷達，設置在737 AEW&C機背上、長10.8公尺、高3.4公尺的MESA雷達是長條狀設計，可以有效降低空氣阻力。
MESA雷達使用可360度轉向的L波段微波束掃瞄預警機四周，具有同時追蹤大量海面與空中目標物的能力，偵測半徑超過400公里。除此之外機上的整合與通訊系統也能與戰區內的所有友軍單位保持溝通，調度戰機、船艦或地面單位進行協同作戰。由於此新型雷達的外型特性能有效地大幅降低空氣阻力，因此得以裝設在比波音707（E-3的開發平台）尺碼小了許多的737-700機身上，卻不過度影響飛機的飛行性能。
737 AEW&C的另一個改裝重點是機艙內的整合化操作人員控制台，基本配置的狀態下是配置八個控制台，並預留四個增設的空間。其中，澳洲皇家空軍與韓國空軍都是採用十個控台的配置。由於737 AEW&C是直接以既有的客機平台為基礎，透過改裝的方式而成，因此比起過去專為預警機開發的機種無論是在生產成本還是製造速度上都經濟許多。

## 發展歷史
澳洲

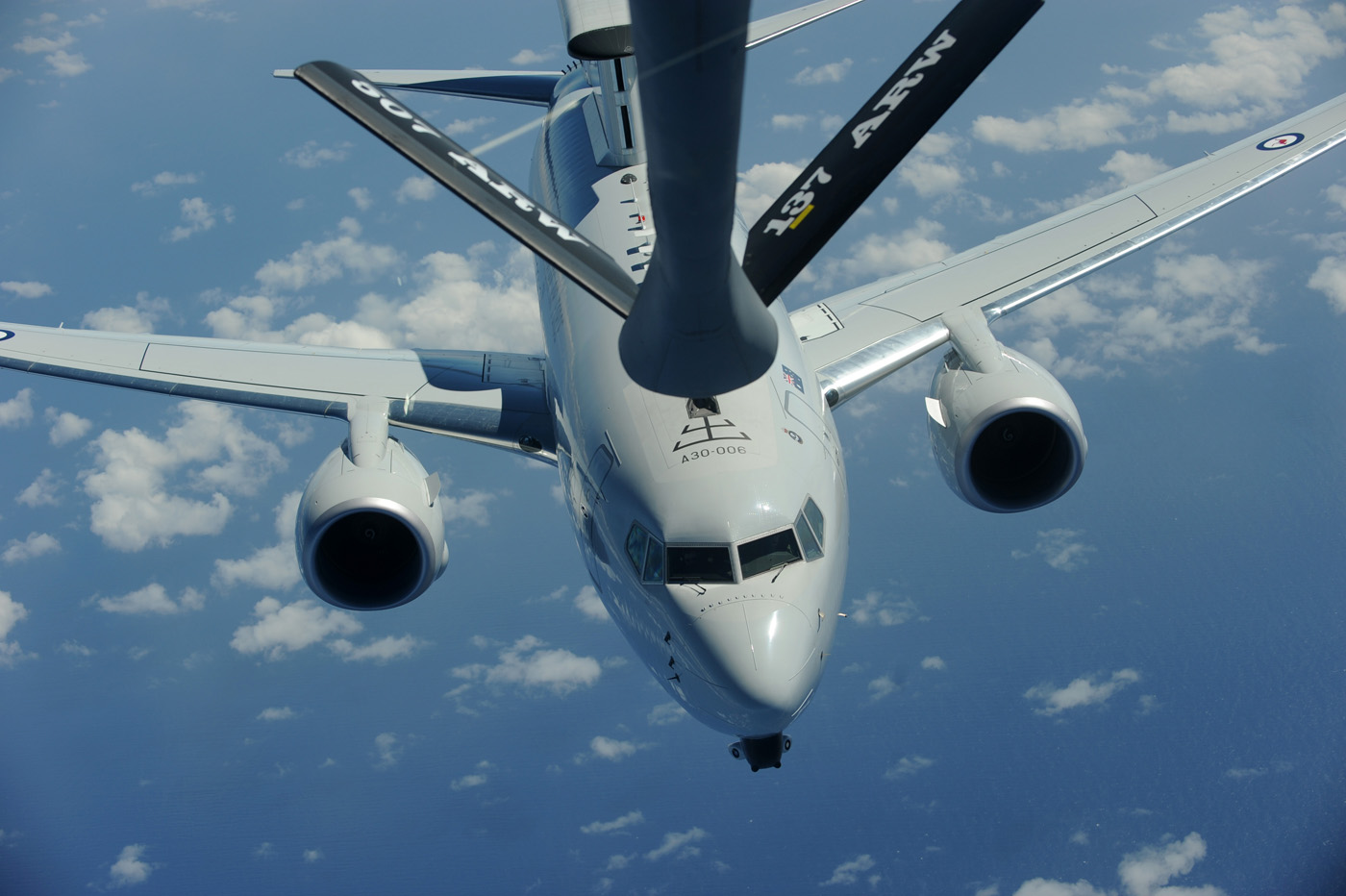
737 AEW&C在機首上方設有加油口，可進行空中加油延長滯空時間。
圖為澳洲皇家空軍的E-7A在2012年環太平洋演習（RIMPAC）期間，在夏威夷鄰近空域接受美國空軍KC-135加油機補給。

波音原訂於2006年時開始陸續交付737 AEW&C給澳洲皇家空軍，但因遇上雷達與感應器等系統整合的問題，交機進度延誤至2009年11月26日，前兩架737 AEW&C始轉移至澳洲軍方。澳洲空軍總共採購了6架737 AEW&C，賦予機種編號E-7A並以澳洲原生的大型猛禽「楔尾鷹」（Wedgetail）作為命名。這6架E-7A全由澳洲皇家空軍第二中隊操作，駐紮於紐卡索郊外的威廉鎮基地（RAAF Base Williamtown）。
土耳其

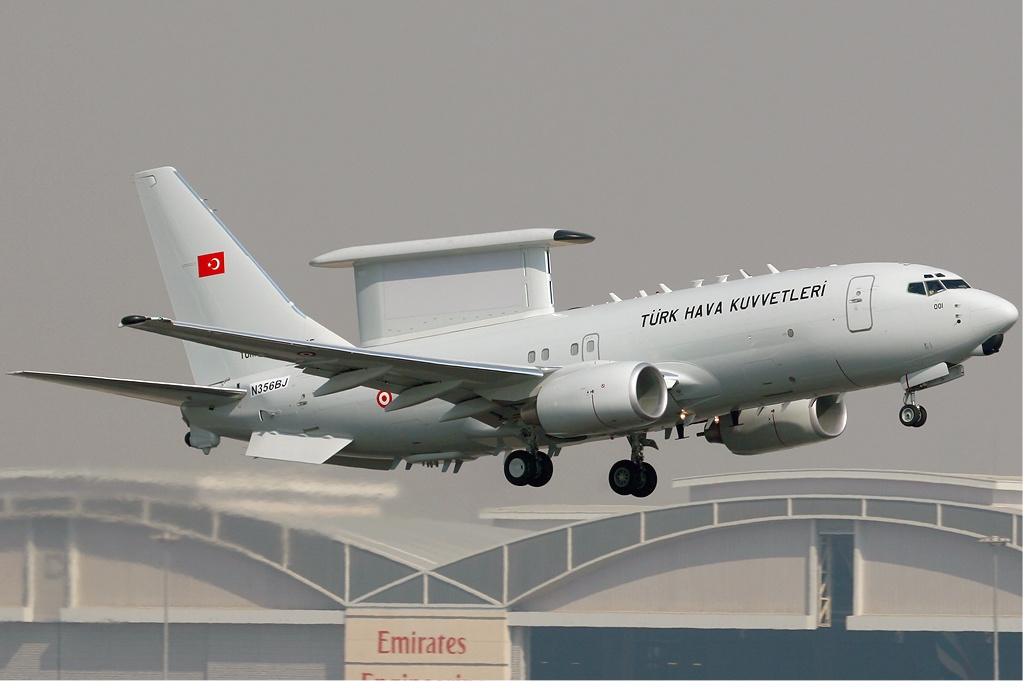
土耳其空軍所訂購的E-737「和平之鷹」。圖中所見是由波音所組裝的一號機「北方號」（Kuzey）。

土耳其也是737 AEW&C的採購業主。土耳其的「和平之鷹」（土耳其語：Barış Kartalı）計畫是以部分外購、部分由本國廠商協力自製的方式陸續採購了四架737 AEW&C，其中一號機是在波音位於西雅圖的工廠內組裝，而二、三、四號機則是在2008年前後由土耳其航空航太工業在安卡拉的產線進行改造。除了負責改裝飛機與進行測試整合的主要承包商TAI之外，相關的系統整合與軟體分析則是交由另一家土耳其本土企業哈維桑（HAVELSAN）負責。
南韓

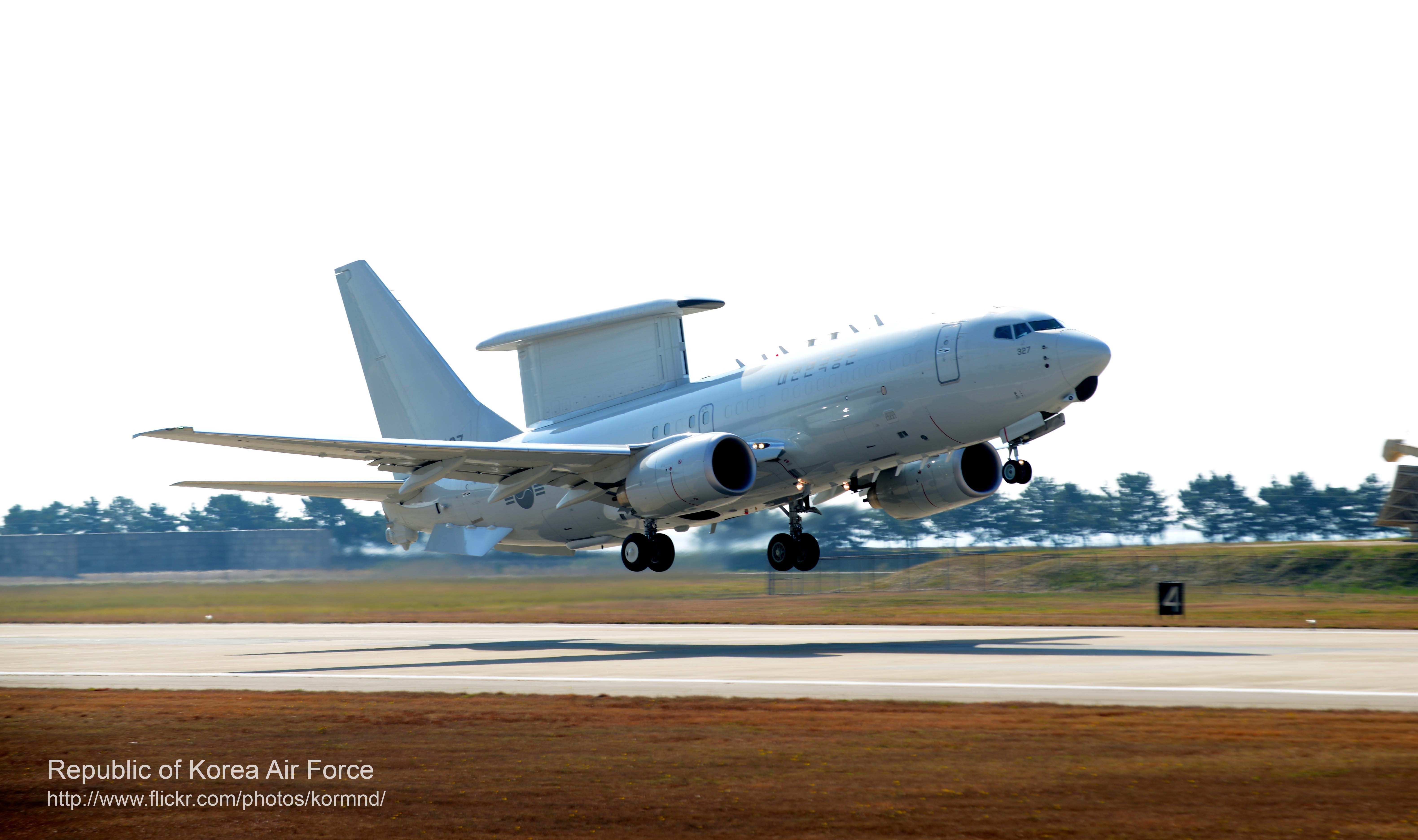
大韓民國空軍所屬的E-737「和平之眼」。2012年10月底第二屆「超級雷霆」韓美聯合演習（Max Thunder 12-2）期間攝於群山空軍基地。

韓國引進大型預警機的計畫稱為E-X事業，由美國的737AEW與以色列配備EL/M-2075雷達的G550預警機競標。雖然以色列方案有明顯的價格優勢，但是直到決標前該型預警機始終無法取得美國政府的無條件出口核准（G550 AEW內有50%以上零件來自美國廠商製造）。2006年8月4日，韓國決定採用美國方案，並向波音進行磋商。
2006年11月7日，韓國國防部選定波音作為其預警機發展計畫「和平之眼」（韓語：피스 아이）的承包廠商，以1.6兆韓元（約17.1億美元）的金額採購四架737 AEW&C，最初波音開價24億美金，但是在韓國空軍決定刪除它們在需求書中的部分功能（與韓國衛星通聯之獨立通信系統、韓規敵我辨識器整合）最後完成降價協議，合約中也保障和平之眼預警機有3成的零附件將由韓國廠商承製，後續技術維護有21%保障韓國企業的參與。韓國空軍所訂購的第一架737 AEW&C是在2011年8月1日抵達釜山郊外的金海空軍基地（Gimhae Air Base），而如同土耳其的狀況，和平之眼二號之後的其餘幾架新機都是轉由採購國當地的廠商進行改裝，在韓國航空宇宙產業（Korea Aerospace Industries, KAI）位於泗川的廠區施工。三架飛機分別在2011年12月13日、2012年5月17日與2012年10月24日飛抵金海。
英國

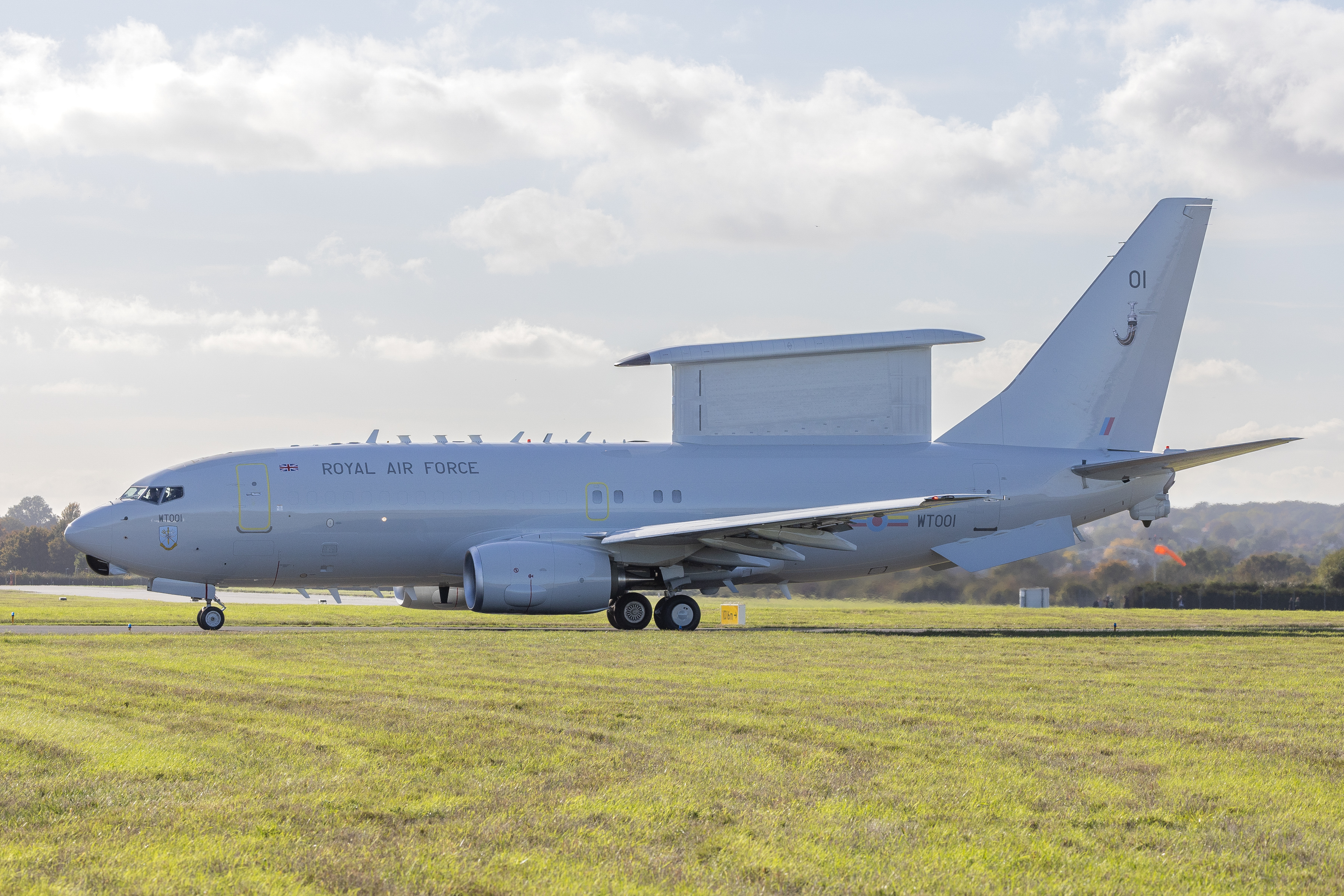
英國皇家空軍的首架E-7A

2018年10月，英國政府宣布將以澳大利亞空軍規格的E-7D替換現役的E-3D之計畫。.這個計畫引發英國內部一些批判，主要是該項軍備採購計畫沒有其它競爭廠商，其有偏袒美國廠商之嫌。薩博防衛就此曾批評英國國防部，認為它們的易利眼系統可以配備在空中巴士A330 MRTT上，具備同等性能。但是英國國防大臣加文·威廉姆森在2019年3月22日宣布E-7採購，英國將以19.8億美元的價格購置5架E-7楔尾鷹。這5架用來改裝的737NG有2架會是從現貨客機中採購，3架為訂製新機。改裝工程將由英國本土的馬歇爾航太暨國防公司承包，1架的改裝工期需要約24個月。改裝將從2021年開始，預定在2026年完成交機。
北約
2022年時，北約發布了一份RFI，要求在2035年前取代其現有的14架E-3空中預警機，並在2031年達到初始作戰能力。波音提供了基於E-7的解決方案，薩博和諾斯洛普·格魯門也回應了该RFI，分別提供環球眼和E-2D先進鷹眼。2023年11月，北約表示目標是採購6架E-7取代E-3，並從2031年開始投入作戰。
美國
美國國會提出2023年財報要求空軍退役15架E-3空中預警機，並將經費拿去購買新的預警機。在節省成本的情況下，空軍決定採用已經設計好的E-7改進。目前美國決定2023年先採購1架快速原型機，並於2024年採購第二架預警機。
2025年6月12日，美國國防部長宣布取消E-7項目，轉為訂購已成熟的E-2D先進鷹眼，並繼續推進太空軍天基預警系統。

其他
除了上述操作737 AEW&C的國家外，還有數個國家的空軍正在評估或接洽採購該機種的可能。其中，義大利空軍在2004年時提出採購總數14架的737 AEW&C與P-8「海神」多用途海上巡邏機的計畫，其中737 AEW&C的改裝機體是由義大利航空（Alitalia）提供。另外，負責生產MESA雷達的諾斯洛普·格拉曼也積極地向阿拉伯聯合大公國推銷，爭取737 AEW&C成為該國空中預警機採購計畫的對象。

## 使用國

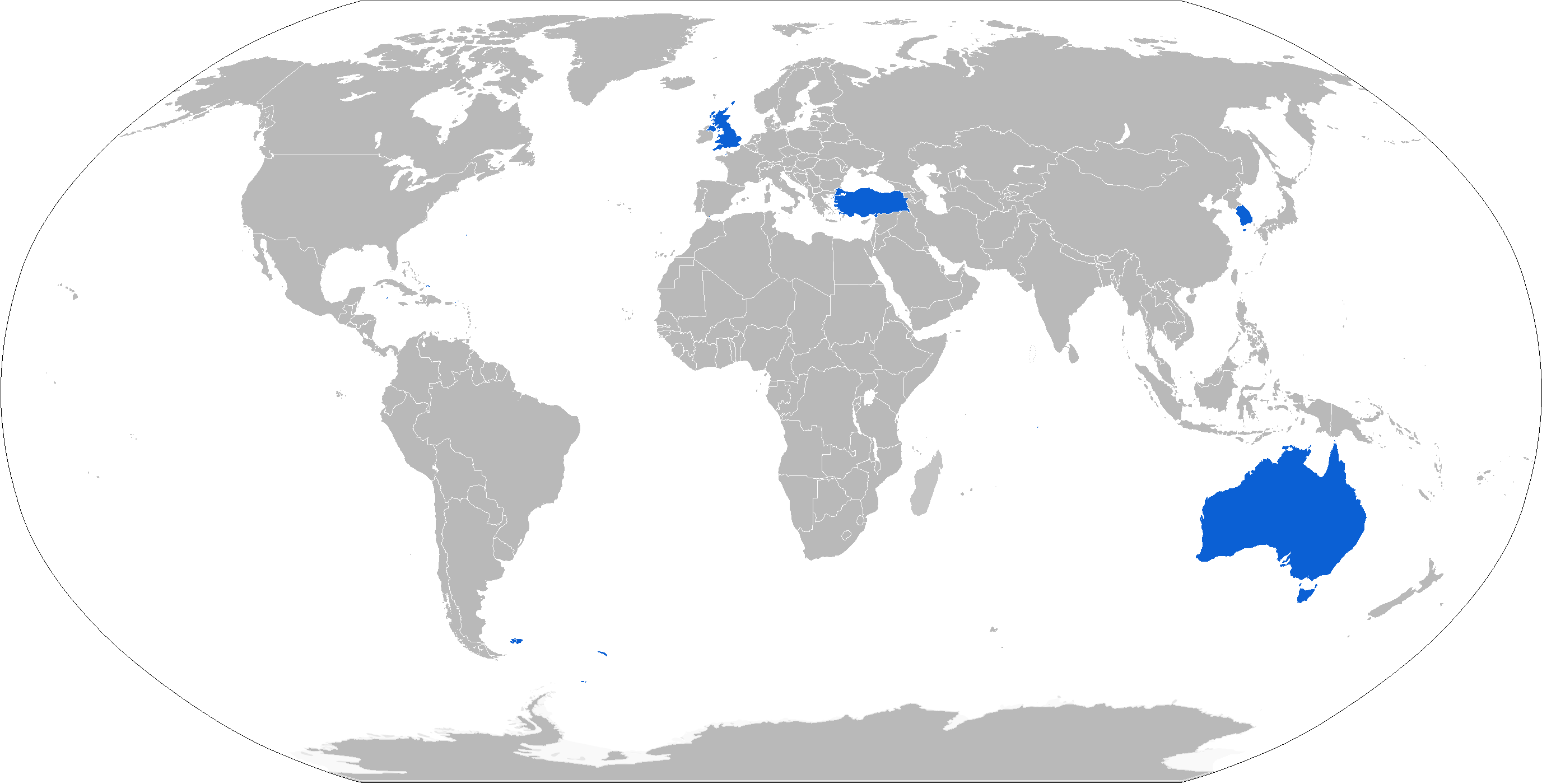
E-7使用國

- 澳大利亞皇家空軍 - 4架
- 英國皇家空軍 - 計劃3架，後削減為2架 [19]
- 韓國空軍 - 4架
- 土耳其空軍 - 4架

### 未來
- 北約 - 計劃6架

### 取消
- 美國空軍 - 原計劃26架[20]

## 性能諸元

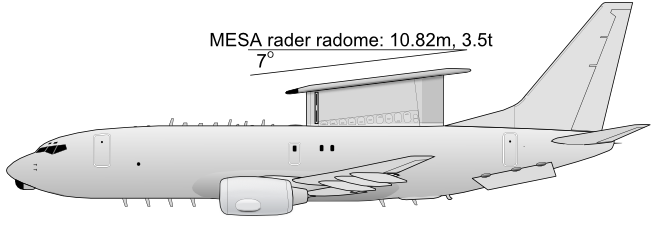
E-7側視圖

以下為澳洲皇家空軍的E-7A Wedgetail版本之數據：

基本信息
性能

## 外部連結
- （英文）E-7A Wedgetail介紹頁（页面存档备份，存于）（澳洲波音）
- （英文）E-7A Wedgetail（页面存档备份，存于）（澳洲國防部）